# Reattore a neutroni termici
Un reattore a neutroni termici è un reattore nucleare a fissione in cui le reazioni di fissione a catena sono sostenute da neutroni termici, detti anche neutroni lenti. I neutroni termici sono neutroni in equilibrio termico con il materiale in cui si trovano e sono quindi caratterizzati da un'energia più bassa rispetto ai neutroni veloci. Nelle centrali nucleari i reattori a neutroni termici sono estremamente più diffusi rispetto ai reattori a neutroni veloci. La principale componente che differenzia un reattore a neutroni termici da uno a neutroni veloci è la presenza del moderatore, un materiale caratterizzato dal basso peso atomico e costituito generalmente da acqua, acqua pesante o grafite che consente di rallentare i neutroni veloci in uscita dal nocciolo del reattore.